# Torri Huske
Victoria "Torri" Huske, född 7 december 2002, är en amerikansk simmare. 

## Karriär
I juli och augusti 2021 tävlade Huske i tre grenar vid OS i Tokyo. Individuellt slutade hon på fjärde plats på 100 meter fjärilsim. Huske var även en del av USA:s kapplag som tog silver på 4×100 meter medley och slutade på femte plats på 4×100 meter mixed medley. I december 2021 var hon en del av USA:s kapplag som tog silver på 4×200 meter frisim vid kortbane-VM i Abu Dhabi. Huske simmade även i försöksheaten på 4×50 meter frisim och 4×100 meter frisim och erhöll guld i båda grenarna då USA sedermera vann båda finalerna.
Den 18 juni 2022 vid VM i Budapest tog Huske guld på 100 meter fjärilsim efter ett lopp på 55,64 sekunder, vilket var en förbättring med två hundradelar av hennes eget amerikanska rekord. Under samma dag var hon en del av USA:s kapplag som tog brons på 4×100 meter frisim. Tre dagar senare var hon en del av USA:s kapplag som tog guld på 4×100 meter mixed medley. Två dagar senare tog Huske mästerskapets fjärde medalj – ett brons – på 100 meter frisim efter ett lopp på 52,92 sekunder. Dagen därpå tog hon brons med kapplaget på 4×100 meter mixed frisim. Huske avslutade mästerskapet med att ta guld med kapplaget på 4×100 meter medley och tog totalt tre guld samt tre brons.
I december 2022 vid kortbane-VM i Melbourne tog Huske sju medaljer. Individuellt tog hon delat guld med kanadensiska Maggie Mac Neil på 50 meter fjärilsim och silver på 100 meter fjärilsim. Hon var även en del av USA:s kapplag som tog guld och noterade ett nytt mästerskapsrekord på 4×50 meter frisim, som tog guld och noterade ett nytt världsrekord på 4×100 meter medley och 4×50 meter mixed medley samt som tog silver på 4×100 meter frisim och 4×50 meter medley.